# きみがくれた物語
『きみがくれた物語』（原題: The Choice）は、2016年にアメリカ合衆国で公開された恋愛映画である。監督はロス・カッツ、主演はベンジャミン・ウォーカーとテリーサ・パーマーが務めた。本作はニコラス・スパークスが2007年に上梓した小説『きみと歩く道』を原作としている。

## ストーリー
ノースカロライナ州ウィルミントン。トラヴィス・ショーは獣医師として生計を立てていた。ある日、トラヴィスは自宅の隣に引っ越してきたギャビー・ホランドという名前の女性に一目惚れしてしまった。医学生のギャビーには医者の恋人ライアンがいたのだが、トラヴィスはそれを知ってもなお思いを押さえ込むことができなかった。ライアンが州外の新しい病院を見に出かけた隙を突いて、トラヴィスはギャビーを猛烈に口説いた。そして、2人はいけないことだと知りつつ、恋に落ちていった。
ライアンが帰ってきたため、ギャビーは再びライアンに接近していった。どちらを選ぶか迷っていたギャビーだが、結局「私たちの関係は火遊びみたいなものだったのだから、私はライアンのプロポーズを受け入れるつもりです。」とトラヴィスに告げた。ところが、2人の関係が周囲の人間に知れ渡ってしまい、トラヴィスは恋人のモニカから別れを告げられる羽目になった。ギャビーに会いに病院へ行ったトラヴィスはライアンから殴られた。ライアンは不倫を理由にギャビーとの婚約を破棄したのだという。責任を感じたトラヴィスはギャビーの実家へ赴き、彼女にプロポーズした。説得の末、ギャビーはトラヴィスのプロポーズを受け入れた。それから数年後、結婚したトラヴィスとギャビーは2人の子供にも恵まれ、幸福な家庭生活を送っていた。
ある日の夕方、トラヴィスとギャビーは久々に外食することになっていたのだが、急患が入ったためにトラヴィスがレストランへ行けなくなってしまった。それを知ったギャビーは車で自宅に帰ろうとしたが、その途中で衝突事故に巻き込まれてしまった。一命は取り留めたものの、ギャビーは昏睡状態にあった。医師から「奥さんが目覚める可能性はゼロに近いでしょう」と言われ絶望の淵に立たされたトラヴィスだったが、ギャビーの延命措置を続けるか否かを決断する必要に迫られることとなった。
本人の意志に反することを承知の上で、トラヴィスはギャビーの延命を続けることにした。しかし、どんなに献身的な介護をしても、ギャビーが再び目を覚ましてくれる確率はやはりゼロに近かったのである。そんなある日、トラヴィスはギャビーのポーチの中に風鈴があることに気が付いた。トラヴィスは風鈴台を建てて、そこに風鈴をつるした。風の中で響き渡る音色は、幸福だったあの頃の生活を思い出すのに十分なものであった。しばしの感傷に浸るトラヴィスの元に突然、病院から電話がかかってきた。それは奇跡を告げるものであった。

## キャスト
※括弧内は日本語吹替
- トラヴィス・ショー - ベンジャミン・ウォーカー（藤真秀）
- ギャビー・ホランド - テリーサ・パーマー（冬馬由美）
- ステファニー・パーカー - マギー・グレイス（石山真理恵）
- モニカ - アレクサンドラ・ダダリオ（市川ひかる）
- ライアン・マッカーシー医師 - トム・ウェリング（金子修）
- シェップ医師 - トム・ウィルキンソン（板取政明）
- リズ - ノリー・ヴィクトリア
- ベン - ブラッド・ジェームズ
- メガン - アンナ・エンガー
- ミスター・ホランド - ウィルバー・フィッツジェラルド（英語版）
- ミセス・ホランド - カラン・ホワイト
- マット - ジェシー・C・ボイド（英語版）
- ジャッキー - ダイアン・セラーズ
- マッカーシー医師 - ブレット・ライス（英語版）

## 製作
2014年6月10日、ライオンズゲートがニコラス・スパークスの小説『きみと歩く道』の映画化権を購入したと発表し、スパークス本人も映画版の製作に携わると明かされた。9月2日、ロス・カッツが本作の監督に内定したとの報道があった。30日、ベンジャミン・ウォーカーとテリーサ・パーマーが主役に抜擢されたと報じられた。10月7日、トム・ウィルキンソンが本作に出演することになったと報じられた。8日、アレクサンドラ・ダダリオ、トム・ウェリング、マギー・グレイスの出演が決まった。
本作の主要撮影は2014年10月13日にノースカロライナ州ウィルミントンで始まり、同年11月21日に終了した。

## 興行収入
本作は『高慢と偏見とゾンビ』とコーエン兄弟の新作『ヘイル、シーザー!』と同じ週に公開され、公開初週末に700万ドルから900万ドルを稼ぎ出すと予想されていたが、実際の数字はそれを下回るものであった。2016年2月5日、本作は全米2631館で封切られ、公開初週末に605万ドルを稼ぎ出し、週末興行収入ランキング初登場5位となった。なお、ニコラス・スパークスの小説を映画化した作品で、公開初週末の興行収入が1000万ドルを割り込んだのは今回が初めてのことであった。

## 評価
本作は批評家から酷評されている。映画批評集積サイトのRotten Tomatoesには78件のレビューがあり、批評家支持率は12%、平均点は10点満点で3.7点となっている。サイト側による批評家の見解の要約は「ニコラス・スパークスの小説を映画化した他の10作品のように、『きみがくれた物語』も木漏れ日が美しい南部でカップルが直面することになった悲劇を描き出している。他の10作品が好きだった人でさえ、薄っぺらい上に展開が読めてしまうメロドラマはマンネリに思えるだろう。」となっている。Metacriticには23件のレビューがあり、加重平均値は26/100となっている。CinemaScoreはB+となっている。